# Джамшоро (округ)
Джамшоро (урду ضلع جامشورو‎, англ. Jamshoro District, синдхи ضلعو ڄام شورو) — один из 23 округов пакистанской провинции Синд. Административный центр — город Джамшоро.

## География
Площадь округа — 11 517 км². На севере граничит с округами Даду и Наушахро-Ферозе, на востоке — с округами Навабшах, Матияри и Хайдарабад, на юге — с округом Татта, на юго-западе — с округом Карачи, на западе — с территорией провинции Белуджистан.

## Административно-территориальное деление
Округ делится на четыре техсила:
- Манджханд
- Тхано-Була-Хан
- Сехван
- Котри